# Kuwaa
Le kuwaa ou belle est une langue kru parlée au Liberia.

## Répartition géographique
Le kuwaa est parlé par les Kuwaa habitant le comté de Lofa dans le Nord du Liberia.

## Écriture
| a | b | d | e | ɛ | f | gb | ɣ | i | j | k | kp | kw | l | m | mb | n | nd | nj | ny | ŋ | ŋg | ŋgb | ŋw | o | ɔ | p | s | t | u | v | w | y |